# Scalloway

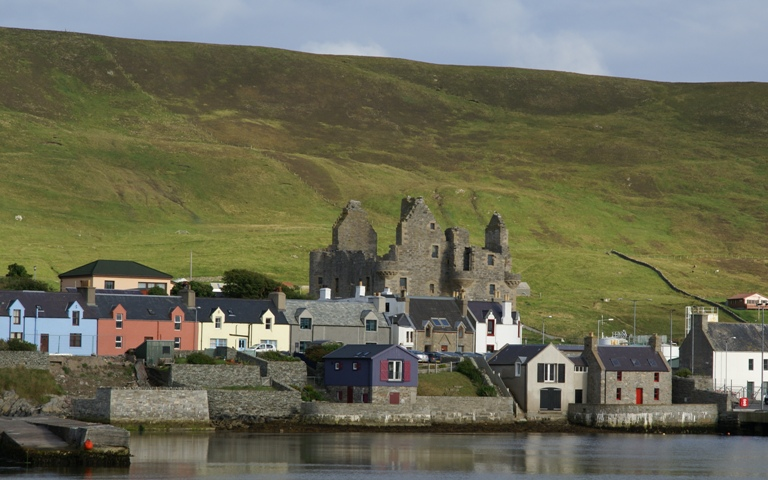
Scalloway, med slottsruinen i bakgrunden.

Scalloway (fornnordiska Skalavagr = strand med hus) är den näst största orten på Shetlandsöarna, och före detta huvudort på ögruppen, senare bytt till Lerwick. Folkmängden uppgick till 1 100 invånare år 2012, på en yta av 0,58 km².
I Scalloway ligger Scalloway Castle, byggt år 1600 av Earl Patrick Stewart. Slottet är numera en ruin.
Barbara Tulloch och hennes dotter Ellen var de sista som avrättades för häxeri i Shetland, och de brändes på Gallow Hill, en kulle med utsikt över byn.